# Dapper Labs
Dapper Labs ist eine Blockchain-Computerspielentwicklungsfirma. Sie wurde im Februar 2018 von Roham Gharegozlou in Vancouver, Kanada gegründet.

## Beschreibung
Dapper Labs ist der Entwickler von u. a. CryptoKitties, NBA Top Shot, Flow Blockchain. Dapper Labs erzielt seinen Umsatz v. a. durch Non-Fungible Tokens-Verkäufen.
Im März 2018 investierten Venrock zusammen mit GV (ehemals Google Ventures), Samsung NEXT, CoinFund, Animoca Brands, Matt Bellamy, der Leadsänger der Band Muse, June Fund, HOF Capital, John Pfeffer, GBIC, Andreessen Horowitz, Union Square Ventures, SV Angel, Digital Currency Group, William Mougayar, Hex Capital und Rising Tide Fund 15,35 Millionen US-Dollar in Dapper Labs.
Am 12. September 2019 investierten Andreessen Horowitz, a16z crypto, Warner Music Group, Ubisoft 11 Millionen US-Dollar in Dapper Labs Blockchain „Flow“. im August 2020 wurden weitere 11,4 Millionen US-Dollar eingesammelt.
Im Februar 2021 wurden unter der Führung von Coatue Management 250 Millionen US-Dollar eingesammelt, was die Firmenbewertung auf 2 Milliarden US-Dollar erhöhte. 2021 wurde Dapper Labs von Fast Company zu den „10 most innovative gaming companies of 2021“ gezählt.
Im März 2021 wurden (von u. a. Coatue, Michael Jordan, Kevin Durant, Andre Iguodala, Will Smith, Alex Caruso, Andre Drummond, Ashton Kutcher, Dee Ford, Devin McCourty, DK Metcalf, Domantas Sabonis, Jason McCourty, JaVale McGee, Jordan Armand Matthews, Josh Hart, Ken Crawley, Khris Middleton, Klay Thompson, Kyle Lowry, Malcolm Jenkins, Michael Carter-Williams, Nikola Vucevic, Nolan Arenado, Richard Seymour, Rodney McLeod, Shawn Mendes, Shay Mitchell, Spencer Dinwiddie, Stefon Diggs, Thaddeus Young, Thomas Antonio Davis, Timothy Lamar Beckham, Trent Williams, Tyrod Taylor, Udonis Haslem, Vivek Ranadive, Keisuke Honda’s Dreamers VC,  Andreessen Horowitz und The Chernin Group) weitere 305 Millionen US-Dollar in Dapper Labs investiert, welches zu einer Firmenbewertung von 2,6 Milliarden US-Dollar führte.
Im April 2021 wurden u. a. von Coatue Management weitere Investorengelder zu einer Firmenbewertung von über 7,5 Milliarden US-Dollar eingesammelt.
Im September 2021 wurden weitere 250 Millionen US-Dollar (u. a. von der Government of Singapore Investment Corporation) zu einer Firmenbewertung von 7,6 Milliarden US-Dollar eingesammelt.
Der Umsatz von NBA Top Shot betrug im Q1 2021 eine halbe Milliarde US-Dollar. Im Mai 2021 wurde die Marke von einer Million Benutzer geknackt.
Ab Juni 2022 ist eine Partnerschaft mit der LaLiga und dem International Cricket Council geplant.
Im Oktober 2021 unterzeichnete Dapper Labs einen Zweijahresvertrag mit Kevin Durant für Video-NFTs.
Dapper Labs ist an Sports Metaverse beteiligt.

## FLOW-Blockchain
Die FLOW-Blockchain wurde von Dapper Labs als Alternative zum ERC-721-Standard entwickelt. Sie verwendet das Proof-of-Stake-Konsensmodell und ist Energieeffizienter als Ethereum. NBA Top Shot wird auf der FLOW-Blockchain ausgeführt. Cryptokitties plant, in Zukunft von Ethereum zu FLOW zu wechseln. Die vollständig verwässerte Marktkapitalisierung von FLOW betrug im Juli 2021 23,8 Milliarden €.
Im Mai 2022 investierte A16z und andere 725 Millionen US-Dollar in die Entwicklung von Flow.